# Diecezja Bolzano-Bressanone
Diecezja Bolzano-Bressanone (znana też jako diecezja Bozen-Brixen, od niemieckich nazw miast Bolzano i Bressanone) – diecezja Kościoła rzymskokatolickiego w północnych Włoszech, o granicach pokrywających się ze świecką autonomiczną prowincją Bolzano, w regionie kościelnym Triveneto.
Została ustanowiona w VI wieku jako diecezja Sabiona-Säben. W X wieku została przemianowana na diecezję Brixen. W 1964 uzyskała obecną nazwę. Należy do metropolii Trydentu.
Diecezja zajmuje szczególne miejsce na mapie Kościoła włoskiego, ponieważ większość wiernych stanowią w niej osoby niemieckojęzyczne, głównie Tyrolczycy. Chcąc uszanować tę specyfikę i odrębność, Stolica Apostolska tradycyjnie mianuje biskupami diecezji księży niemieckojęzycznych, pochodzących z jej terenu (co jest dość rzadkie we Włoszech, gdzie w ogromnej większości przypadków biskupi zarządzają innymi diecezjami niż te, w których byli kapłanami przed sakrą). Dodatkowo diecezja posiada dwóch wikariuszy generalnych, z których jeden zajmuje się wiernymi niemiecko-, a drugi włoskojęzycznymi.

## Główne świątynie
- Katedra: Katedra Matki Bożej Wniebowziętej i św. Kasjana w Bressanone
- Konkatedra: Konkatedra Matki Bożej Wniebowziętej w Bolzano
- Bazyliki mniejsze:
  - Bazylika kolegiacka Matki Bożej Wniebowziętej w Novacelli
  - Bazylika Matki Bożej w Pietralbie
  - Bazylika Matki Bożej Wniebowziętej w Malles Venosta